# Sumowo (województwo warmińsko-mazurskie)
Sumowo (niem. Summowen, 1938–1945 Summau) – osada w Polsce położona w województwie warmińsko-mazurskim, w powiecie gołdapskim, w gminie Dubeninki.
W latach 1975–1998 miejscowość administracyjnie należała do województwa suwalskiego.
W miejscowości brak zabudowy mieszkalnej. Na zdjęciu satelitarnym widać duży budynek gospodarczy i maszyny rolnicze.